# Tomás Rolan
Tomás Rolan Barrios (Rocha, 13 de enero de 1936 - Buenos Aires, 9 de enero de 2014) fue un futbolista uruguayo. Con Independiente de Argentina ganó dos veces la Copa Libertadores de América (1964 y 1965). Su puesto habitual era de lateral izquierdo, aunque también jugó de delantero y centrocampista. Fue tío abuelo de Rodrigo González Rolan y de Diego Rolan.

## Trayectoria
Nació en Rocha, Uruguay, en 1936. Con 9 años ya trabajaba en Montevideo en una panadería. Después trabajó en una verdulería, como repartidor en bicicleta y parquetista.
En 1947 comenzó su formación futbolística en Campbell, un club barrial. Pasó en 1951 a la cuarta división de Danubio, que en 1952 lograra el primer bicampeonato de una categoría formativa (preparación y uruguayo). En ese mismo año comenzó a jugar en la tercera de mañana y en la reserva de tarde. En las inferiores de Danubio, comenzó jugando de entreala o de centrodelantero. Sin embargo lo pasaron a marcar punta por el sector izquierdo pero recomendándole jugar con el mismo ímpetu que lo hacía en la delantera.
Debutó en 1955 en la primera división de Danubio, con Juan Carlos Corazzo como director técnico. El 25 de agosto de 1957 jugó el partido inaugural de la cancha danubiana, el estadio Jardines del Hipódromo. En Danubio participó en equipos con jugadores como el arquero Julio Maceiras, entre otros, y en 1958 su equipo fue vicecampeón del Torneo Competencia.
Integró la selección de fútbol de Uruguay para las eliminatorias de la Copa Mundial de Fútbol de 1958 en Suecia.
En 1960 fue transferido al Club Atlético Independiente de Argentina, junto con otros dos integrantes de la selección uruguaya de fútbol: Vladas Douksas, proveniente de Rampla Juniors, y Alcides Silveira, de Sud América.  El entonces presidente Radrizzani lo contrató a prueba por $165.000 con una opción de compra definitiva de $420.000.
Debutó frente a Argentinos Juniors el 3 de abril de 1960 en La Paternal. El partido terminó empatado 3 a 3 y Rolan hizo un gol a los 42 minutos del segundo tiempo de tiro penal.
Junto con Rubén Marino Navarro, apodado «Hacha Brava», formó una dupla de defensas que contribuyó a que en aquellos años Independiente fuera conocido como un equipo muy recio.
Con este equipo ganó el campeonato argentino de 1960, el de 1963 y las copas Libertadores de América de 1964 y 1965.
En la final de la Copa Intercontinental de 1964, ante el Internacional de Milán de Helenio Herrera, sufrió una complicada lesión de la que nunca se pudo recuperar del todo y que lo llevó a ser sustituido por otro jugador histórico de Independiente, el también uruguayo Ricardo Pavoni.
Su último partido en la primera del Club Atlético Independiente fue el 18 de noviembre de 1966 ante Estudiantes de La Plata (3-3). En 1966 dejó Independiente, después de jugar 156 partidos y marcar 21 goles. 
Jugó en Deportivo Español (entre 1968 y 1969) donde juego 34 partidos convirtiendo 6 goles. Su último año en el club fue director técnico y jugador. Posteriormente jugó  en Olimpo de Bahía Blanca, hasta su retiro definitivo.
Falleció cuatro días antes de cumplir 78 años, en el hospital Fiorito de Avellaneda, Buenos Aires.

## Palmarés

### Campeonatos nacionales
| Título                        | Club          | País      | Edición |
| ----------------------------- | ------------- | --------- | ------- |
| Primera División de Argentina | Independiente | Argentina | 1960    |
| Primera División de Argentina | Independiente | Argentina | 1963    |

### Copas internacionales
| Título            | Club          | Sede       | Edición |
| ----------------- | ------------- | ---------- | ------- |
| Copa Libertadores | Independiente | Avellaneda | 1964    |
| Copa Libertadores | Independiente | Montevideo | 1965    |